# Акдала (Жамбылский район)
Акдала (каз. Ақдала) — село в Жамбылском районе Алматинской области Казахстана. Входит в состав Унгуртасского сельского округа. Код КАТО — 194277200.

## Население
В 1999 году население села составляло 173 человека (87 мужчин и 86 женщин). По данным переписи 2009 года, в селе проживало 188 человек (88 мужчин и 100 женщин).